# Рейні Фокс
Рейні Фокс (англ. Rayni Fox; нар. 24 травня 1956) — колишня американська тенісистка.
Здобула 1 одиночний та 2 парні титули.
Найвищим досягненням на турнірах Великого шолома був фінал в парному розряді.

## Фінали турнірів Великого шолома

### Парний розряд (1 поразка)
| Результат | Рік  | Турнір                      | Покриття | Партнерка    | Суперниці                      | Рахунок       |
| --------- | ---- | --------------------------- | -------- | ------------ | ------------------------------ | ------------- |
| Поразка   | 1977 | Відкритий чемпіонат Франції | Ґрунт    | Гелен Гурлей | Регіна Маршикова Пем Тігуарден | 7–5, 4–6, 2–6 |

## Фінали

### Одиночний розряд (1 перемога)
| Результат | W-L | Дата        | Турнір                    | Покриття | Суперниці   | Рахунок       |
| --------- | --- | ----------- | ------------------------- | -------- | ----------- | ------------- |
| Перемога  | 1–0 | січень 1977 | Tasmanian Open, Австралія | Тверде   | Леслі Боурі | 6–2, 4–6, 7–6 |

### Парний розряд (2 перемоги)
| Результат | W-L | Дата        | Турнір                    | Покриття   | Партнерка    | Суперниці                | Рахунок  |
| --------- | --- | ----------- | ------------------------- | ---------- | ------------ | ------------------------ | -------- |
| Перемога  | 1–0 | липень 1977 | WTA Swiss Open, Швейцарія | Тверде     | Гелен Гурлей | Мері Карілло Леслі Гант  | 6–0, 6–4 |
| Перемога  | 2–0 | липень 1977 | Austrian Open, Австрія    | Тверде (i) | Гелен Коулі  | Леслі Чарлз Джекі Фейтер | 6–1, 6–4 |